# Pablo Barrera
Pablo Edson Barrera Acosta (* 21. Juni 1987 in  Tlalnepantla, Edo. de México) ist ein mexikanischer Fußballspieler, der sowohl im offensiven Mittelfeld als auch im Angriff eingesetzt werden kann. Seit 2021 steht er in seiner Heimat bei Querétaro Fútbol Club unter Vertrag.

## Biografie

### Verein
Sein Debüt in der mexikanischen Primera División gab er am 19. November 2005 in einem Auswärtsspiel der Pumas bei den UANL Tigres, das die Gastgeber mit 3:1 zu ihren Gunsten entschieden.
Zur Saison 2010/11 wechselte Barrera zum englischen Premier League Klub West Ham United, wo er einen Vierjahresvertrag unterschrieb. Dort konnte er sich jedoch nicht durchsetzen und wurde bereits ein Jahr später an den spanischen Erstligisten Real Saragossa verliehen. Auch im Anschluss an das Leihgeschäft konnte Barrera sich nicht in London durchsetzen, sodass er im Sommer 2012 zum CD Cruz Azul wechselte.

### Nationalmannschaft
Barrera nahm an der Junioren-Fußballweltmeisterschaft 2007 in Kanada teil, wo er es mit der Mannschaft bis ins Viertelfinale schaffte und in fünf Spielen zwei Tore erzielte. Seinen ersten Länderspieleinsatz im Trikot der mexikanischen Nationalmannschaft absolvierte Barrera in einem am 17. Oktober 2007 ausgetragenen Testspiel, das Mexiko mit 2:3 gegen Guatemala verlor. Er gehörte auch zum Kader der Mannschaft, die den CONCACAF Gold Cup 2009 in den USA gewann.
Im Sommer 2010 gehörte er dem Mannschaftskader für die FIFA Fußball-Weltmeisterschaft 2010 in Südafrika an, wo er zu drei Einsätzen kam.
Seine drei Länderspieltore erzielte er in den Spielen gegen Nicaragua (2:0) am 5. Juli 2009 und Haiti (4:0) am 19. Juli 2009 im Rahmen des CONCACAF Gold Cup 2009, den die Mexikaner gewannen, sowie in einem am 24. Februar 2010 ausgetragenen Testspiel gegen Bolivien, das mit 5:0 gewonnen wurde.